# Івегеш Василь Петрович
Василь Петрович Івегеш (нар. 3 березня 1961, смт Королево Виноградівського району Закарпатської області, тепер Україна) — український футболіст, тренер. Заслужений працівник фізичної культури і спорту (2012). Головний тренер ФК «Тернопіль», ФК «Чортків-Педуніверситет».

## Життєпис
Народився на Закарпатті в сім'ї медсестри та залізничника. У 8 класі потрапив до збірної Виноградівського району з футболу, де познайомився з легендарним у майбутньому гравцем київського «Динамо» Василем Рацом. Після закінчення школи вдосконалював футбольну майстерність у відомого дитячого тренера Вадима Білоцерківського. Навчався у Львові в «Трудових резервах». З 30 хлопців, які поступили з Василем в училище, лише двоє стали футболістами — він та воротар Віталій Ніколаєнко.
Є сім'я: дружина Галина і двоє синів — Андрій та Віктор.

## Клубна кар'єра
Першою дорослою командою Василя Івегеша стала підгаєцька «Нива», де пограв один рік, але рідко потрапляв до основного складу. Тому попросився до хоростківської «Зорі», з якою здобув кубок області, перемігши у фіналі попередню команду.
У 1981 році перейшов до хмельницького «Поділля». Потім повернувся у «Ниву», де грав у компанії з легендами тернопільського футболу Петром Прядуном, Ігорем Яворським, Ігорем Біскупом та іншими. Після отриманої травми ще рік пограв у Хмельницькому і на тому кар'єра футболіста завершилася.
Повернувшись до Заліщиків, де проживала сім'я, Василь Івегеш почав тренувати аматорську команду «Дністер». Потім тренував хлопців у Товстому і чортківський «Кристал», де у грі з київським «Динамо-2» його запримітив Валерій Лобановський. Завдяки цій зустрічі слухав курси Валерія Лобановського і Йожефа Сабо у Києві. Після зняття чортківської команди з майстрівських змагань три роки тренував чеську команду другої ліги ФК «Гостоміци».
Тренер з підготовки молодих футболістів «Тернополя» після відставки з поста головного тренера клубу.

## Досягнення
З командою ФК «Тернопіль-ТНПУ» виборов усі можливі аматорські трофеї — «золото» та «бронзу» студентського чемпіонату Європи, «золото» чемпіонату Тернопільської області (тричі), двічі кубок і суперкубок області. За ці заслуги відзначений Василь Івегеш як найкращий студентський тренер 2010 року та найкращий тренер області за 2009—2010 рр.
З ФК «Тернопіль» у 2014 році здобув бронзові медалі чемпіонату України серед команд другої ліги.